# Lean Launchpad
Lean Launchpad es un método científico para enseñar a crear negocios que combina el aprendizaje basado en experiencias con los tres componentes básicos para aplicar con éxito la metodología Lean Startup: El "Lienzo de Modelos de Negocio” de Alexander Osterwalder,  el "Modelo de Desarrollo de Clientes” de Steve Blank y el desarrollo ágil de productos y servicios.
Creado por el fundador en serie de empresas, y posteriormente reconvertido a profesor de universidad, Steve Blank, Lean Launchpad ha cambiado la forma de enseñar a crear negocios. En lugar de la fórmula tradicional de las escuelas de negocios de enseñar a los alumnos cómo escribir un plan de negocios estándar, típico de cualquier corporación, o cómo crear un producto, este programa proporciona experiencias prácticas sobre lo que se necesita para crear un negocio.
Los alumnos plantean e inmediatamente ponen a prueba las hipótesis de su negocio. Ellos salen a la calle a hablar con clientes potenciales, socios posibles y cualquier otro influenciador/es. Usan los comentarios de esos clientes conseguidos en estas entrevistas para perfeccionar su producto o servicio; para asegurarse de que su producto o servicio satisface una necesidad de los clientes o soluciona uno de sus problemas; y para validar que han creado un modelo de negocio que puede vender repetitivamente y puede crecer.

## Metodología.
Lean LaunchPad combina tres elementos para conseguir enseñar a crear negocios:

### La clase invertida(Flipped Classroom).
Con este modelo se intercambia deliberadamente el tiempo de las clases magistrales por la interacción entre los alumnos y el equipo de instructores. Los alumnos, en privado y antes de clase, escuchan las sesiones, conferencias y presentaciones previamente grabadas y utilizan el tiempo en el aula para presentar lo que aprendieron en sus entrevistas a clientes la semana anterior.
En 2016 Lean Launchpad ya se enseña en más de 200 universidades de todo el mundo[ y más de 300.000 personas se han registrado para completar la versión en línea gratuita del programa.

### El aprendizaje experiencial (a partir de vivencias, oExperiential Learning).
Este modelo cambia el aprendizaje pasivo y basado en la memorización por un aprendizaje que utiliza el pensamiento creativo, la resolución de problemas y la interacción activa con clientes, representantes de un sector y otros grupos de interés.

### El aprendizaje en equipo (Team-based Learning).
Los alumnos presentan sus descubrimientos en equipo, y esas presentaciones crean la base para el debate, las críticas y las lluvias de ideas entre profesores y alumnos.

## Más allá del aula.
Además de cambiar la forma en la que se aprende a crear negocios, Lean Launchpad está ayudando a impulsar la innovación de la Administración de Estados Unidos.
El programa es la formación básica del Innovation Corps de la U.S. National Science Foundation que, desde 2011, se ha convertido en el estándar para la comercialización de la ciencia base en EE. UU.
Otras dos versiones del programa (Hacking for Defense, que podría traducirse por "Redefiniendo la Defensa", y Hacking for Diplomacy, o "Redefiniendo las Relaciones Exteriores") tienen como objetivo ayudar a afrontar los retos relacionados con la defensa nacional y las relaciones exteriores. Las primeras ediciones de estas versiones se han realizado en Stanford en 2016 para intentar conectar la forma de pensar sobre la innovación de Silicon Valley con los grupos responsables de la innovación dentro del Department of Defense, los servicios de inteligencia y el State Deparment de Estados Unidos.
Hacking for Defense se ha replicado inmediatamente tras su primera edición en la primavera de 2016. En 2017, se enseñará en más de 15 universidades de EE.UU con la intención de ofrecer soluciones a cientos de problemas críticos relacionados con la seguridad nacional.